# ایشیدا
ایشیدا (انگلیسی: Ishida) شرکت تولید صنعتی ژاپنی است، که در سال ۱۹۴۸ تأسیس شد.